# 제주관광대학교
제주관광대학교(濟州觀光大學校, Jeju Tourism College)는 제주특별자치도 제주시의 전문대학이다.

## 연혁
1991년 12월 학교법인 제주교육학원이 설립인가를 받았으며, 설립자 김창희가 초대 이사장에 올랐으며, 1992년 12월 제주관광전문대학(濟州觀光專門大學, Jeju Tourism Technical College)이 세워졌다. 1993년 4월에는 본관 건물을 준공하였으며, 1997년 6월에는 부속유치원이 문을 열였고 2000년 6월에는 부속어린이집과 관광뷰티플라자가 문을 열였다. 2005년 9월에는 제주특별자치도 제주시 노형동에서 제2캠퍼스 착공식을 가졌으며, 2007년 2월에 노형교육관이 문을 열었다.
1999년 5월과 2000년 5월에 구조조정 지원대학으로 선정된 바가 있으며, 2001년 7월에는 구조조정 우수대학으로 선정되었다.
2012년 1월 교명을 제주관광전문대학에서 제주관광대학교로 바꾸었다. 2015년 6월 25일 제주특별자치도 대학설립심사위원회는 제주관광대학교에 제주도에만 부여된 특례인 2+4대학 개편 인가를 승인하고여 전문학사 학위 과정과 학사 학위 과정을 함께 운영하도록 하였으며, 2016년에 리조트카지노경영학과, 국제비즈니스학과, 국제의료중국어통영학과 등의 4년제 학과를 신설하였다.

## 교육

### 교육 목적
제주관광대학교는 인성 및 서비스 교육을 통한 감성 인재를 길러내고, 주도형 산학협력 강화를 통한 현장 실무형 인재를 기르며 핵심 직무역량과 글로벌 역량강화를 통한 적문직업인을 키워내는 것을 교육 목표로 삼고 있다. 설립자 김창희 초대 이사장의 이념에 따라서 제주도가 국제적인 관광도시로 크기 위해 필요한 인재를 양성하는 데 역점을 두며, 대한민국 유일의 관광 전문대학으로서 지역 관광 산업 및 국제 관광 발전에 기여하는 것을 목표로 삼고 있다.

### 교육 제도
제주관광대학교는 관광경영학과와 유아교육과, 사회복지과에 한해 4년제 학사 학위를 취득할 수 있는 학사학위전공심화과정을 운영하고 있다.

## 자매결연 대학
제주관광대학교는 2018년 5월 10일을 기준으로 미국과 캐나다, 중화인민공화국, 필리핀, 싱가포르 등 16개국 83개의 대학 및 교육기관과 국제교류 및 자매결연 관계를 맺고 있다. 주요 자매결연 대학으로는 다음 대학들이 있다.
- 켄터키 주립 대학교
- 패서디나 시립 커뮤니티 대학교
- 나이아가라 칼리지
- 웨스턴시드니 대학교
- 사할린국립대학교
- 쇼비가쿠엔 대학

## 교내 운동부
제주관광대학교는 야구부를 운영하고 있다. 1997년 처음 창단했다가 선수 수급 문제 등의 어려움을 겪어 2006년 해체됐다가 2009년 3월 25일 재창단했다.

## 같이 보기
- 대한민국의 교육